# Рахімов Рашид Маматкулович
Рашид Маматкулович Рахімов (тадж. Рашид Маҳматқулович Раҳимов / Rashid Mahmatqulovich Rahimov, рос. Рашид Маматкулович Рахимов; 18 березня 1965 року; Душанбе, Таджицька РСР, СРСР) — радянський, таджицький і російський футболіст, який виступав на позиціях захисника і півзахисника. Майстер спорту СРСР (1988). Нині — футбольний тренер.

## Біографія

### Кар'єра гравця
Рашид Рахімов є вихованцем команди міста Душанбе — «Трудові резерви». Перший тренер — Сергій Мусалімович Насіров.
У 1980 році почав виступати за молодіжну команду душанбинського «Паміру». У 1982 році був включений в основну команду «Паміру» і виступав у чемпіонаті СРСР. Уболівальникам запам'ятався непрохідним захисником, за що його прозвали «Садді Іскандарій» (Садд — бар'єр, Іскандарий — східне ім'я Олександра Македонського, тобто «Бар'єр для Олександра Македонського»). Виступав за «Памір» аж до середини 1991 року і за цей час зіграв у складі душанбинців в 277 матчах і забив 24 голи.
В 1991 році перейшов у московський «Спартак» і виступав за червоно-білих до середини 1992 року. За цей час Рахімов зіграв у складі «Спартака» 11 матчів. У тому ж році перебрався в Іспанію і підписав контракт з клубом «Реал Вальядолід» і виступав за цей клуб до середини 1993 року. За цей час зіграв у 29 матчах і забив 2 голи. З літа 1993 року до середини 1995 року виступав за клуби чемпіонату Росії — московський «Локомотив» (14 матчів) та «Спартак» (15 матчів і 1 гол).
У 1995 році перейшов у клуб чемпіонату Австрії — «Аустрія» з Відня. Виступав за «Аустрію» аж до середини 2000 року і за цей час зіграв у 120 матчах і забив 12 голів. З цим показником Рахімов став одним з найкращих гвардійців в історії «Аустрії».
З середини 2000 року і до середини 2001 року виступав за австрійський клуб — «Адміра Ваккер» з Медлінга. За цей клуб зіграв 33 матчі. З середини того ж року і до закінчення сезону 2002 року також виступав за австрійський клуб — «Рід» з однойменного міста і завершив свою кар'єру як футболіст у цьому клубі. Разом за весь час своєї кар'єри Рашид Рахімов зіграв 515 матчів і забив 39 голів.

### Виступи за збірні
За збірну Росії виступав у 1994—1995 роках і зіграв 4 офіційні матчі і 1 неофіційний. За збірну Таджикистану зіграв 2 матчі в 1992 і 1996 роках.

### За збірну Таджикистану
| Дата                | Статус матчу                     | Суперник   | Рахунок | У матчі    |
| ------------------- | -------------------------------- | ---------- | ------- | ---------- |
| 17 червня 1992 року | Матч Кубка Центральної Азії 1992 | Узбекистан | 2:2     | 90 хвилин  |
| 19 червня 1996 року | Відбірковий матч Кубка Азії 1996 | Узбекистан | 5:0     | 91 хвилина |

### За збірну Росії
| Дата                 | Статус матчу                      | Суперник     | Рахунок | У матчі                       |
| -------------------- | --------------------------------- | ------------ | ------- | ----------------------------- |
| 29 січня 1994 року   | Товариський матч                  | США          | 1:1     | Вийшов на заміну на 8 хвилині |
| 23 березня 1994 року | Товариський матч                  | Ірландія     | 0:0     | 90 хвилин                     |
| 7 серпня 1994 року   | Матч до закриття Ігор доброї волі | Збірна Світу | 2:1     | Замінений на 77 хвилині       |
| 17 серпня 1994 року  | Товариський матч                  | Австрія      | 3:0     | Замінений на 45 хвилині       |
| 8 березня 1995 року  | Товариський матч                  | Словаччина   | 1:2     | Замінений на 74 хвилині       |

### Кар'єра тренера
Після закінчення кар'єри футболіста розпочав тренерську діяльність. У 2002 році був призначений головним тренером клубу австрійської Бундесліги «Адміра Ваккер», за який виступав у 1995—2000 роках. Очолював клуб до кінця 2004 року.
У 2006—2007 роках очолював клуб російської Прем'єр-ліги — пермський «Амкар».
6 грудня 2007 року Рахімов підписав трирічний контракт з московським «Локомотивом» і був призначений головним тренером команди. У березні 2008 року «Локомотив» брав участь у розіграші Суперкубка Росії і програв «Зеніту» 1:2. По закінченні сезону 2008 року «Локомотив» зайняв сьоме місце в Прем'єр-Лізі. На початку наступного сезону «Локомотив» невдало стартував у чемпіонаті, а також не зумів виконати завдання потрапити в єврокубки через Кубок Росії, після чого 28 квітня 2009 року Рахімов був звільнений.
2 вересня 2009 року Рахімов був знову призначений головним тренером «Амкара». Клуб зайняв 13-е місце за підсумками чемпіонату. У сезоні 2010 року «Амкар» посів 14-е, а в сезоні 2011 року — 8-е. В Кубку Росії 2009/10 «Амкар» дійшов до півфіналу і програв петербурзькому «Зеніту» з рахунком 2:4 в серії пенальті. 28 вересня 2011 року Рахімов був відправлений у відставку.
7 листопада 2013 року Рахімов очолив грозненський «Терек». У першому сезоні клуб посів 12-е місце в чемпіонаті. За підсумками сезону 2014/15 — дев'яте місце, а у сезоні 2015/16 — 7 місце, причому до 28 туру боровся за потрапляння в Лігу Європи.

## Досягнення

### Командні

#### Як футболіста
«Памір» (Душанбе)
- Переможець Першої ліги СРСР: 1988

 «Спартак» (Москва)
- Володар Кубка СРСР: 1991/92
- Чемпіон Росії: 1992, 1994

 «Аустрія»
- Фіналіст Кубка Австрії: 1999/00

#### Як тренера
«Локомотив» (Москва)
- Фіналіст Суперкубка Росії: 2008

### Особисті
- У Списку 33-х найкращих футболістів чемпіонату СРСР: № 3 (1991)
- У Списку 33-х найкращих футболістів чемпіонату Росії: № 2 (1994)

### Статистика як головного тренера
Станом на 6 листопада 2016 року
| «Адміра»        | Австрія | 27 грудня 2002   | 31 травня 2004    | 57  | 19  | 19 | 19  | 33,33 |
| «Амкар»         | Росія   | 5 вересня 2006   | 30 листопада 2007 | 48  | 20  | 14 | 14  | 41,67 |
| «Локомотив» (М) | Росія   | 6 грудня 2007    | 28 квітня 2009    | 39  | 16  | 11 | 12  | 41,03 |
| «Амкар»         | Росія   | 5 вересня 2009   | 27 вересня 2011   | 71  | 20  | 18 | 33  | 28,17 |
| «Терек»         | Росія   | 7 листопада 2013 |                   | 95  | 39  | 22 | 34  | 41,05 |
| Всього          | Всього  | Всього           | Всього            | 310 | 114 | 84 | 112 | 36,77 |